# Belgium Open (darts)
De Belgium Open is een dartstoernooi in België. Sinds 1982 wordt dit toernooi georganiseerd onder auspiciën van de BDB. Er zijn vier onderdelen op de Belgium Open. Heren individueel, vrouwen individueel, heren dubbels en vrouwen dubbels. Dit grote internationale toernooi werd gespeeld in Gemeenschapscentrum "Den Boomgaard" te Ranst, maar sinds 2019 in de Belgica Loods te Antwerpen.

## Heren individueel
| Jaar | Winnaar                                 | Uitslag                                 | Runner-up                               |                                         |
| ---- | --------------------------------------- | --------------------------------------- | --------------------------------------- | --------------------------------------- |
| 1982 | Gustaaf Demeulemeester                  |                                         | Dirk Vandereycken                       |                                         |
| 1983 | Willy Sonneville                        | 2 – 1                                   | Patrick Vanlerberghe                    |                                         |
| 1984 | Ritchie Gardner                         | 2 – 0                                   | Gustaaf Demeulemeester                  |                                         |
| 1985 | Don Dillon                              | 4 – 2                                   | Lee Carter                              |                                         |
| 1986 | Don Dillon                              |                                         | Freddy Laebens                          |                                         |
| 1987 | Kurt Dumarey                            | 2 – 1                                   | Patrick Vanlerberghe                    |                                         |
| 1988 | Frans Devooght                          | 2 – 1                                   | David Hall                              |                                         |
| 1989 | Alan Warriner-Little                    | 2 – 1                                   | Jocky Wilson                            |                                         |
| 1990 | Alan Warriner-Little                    | 2 – 1                                   | Peter Evison                            |                                         |
| 1991 | Rod Harrington                          | 2 – 0                                   | Andy Fordham                            |                                         |
| 1992 | Rod Harrington                          | 5 – 4                                   | Per Skau                                |                                         |
| 1993 | Steve Beaton                            | 5 – 2                                   | Heikki Hermunen                         |                                         |
| 1994 | Mike Gregory                            | 5 – 4                                   | Stephan Eeckelaert                      |                                         |
| 1995 | Mike Gregory                            | 5 – 3                                   | Pascal Rabau                            |                                         |
| 1996 | Raymond van Barneveld                   | 5 – 3                                   | Mike Gregory                            |                                         |
| 1997 | Martin Adams                            | 5 – 4                                   | Rudy Delannoy                           |                                         |
| 1998 | Martin Adams                            | 5 – 2                                   | Matt Clark                              |                                         |
| 1999 | Raymond van Barneveld                   | 5 – 4                                   | Les Wallace                             |                                         |
| 2000 | Co Stompé                               | 5 – 4                                   | John Walton                             |                                         |
| 2001 | John Walton                             | 5 – 3                                   | Marko Pusa                              |                                         |
| 2002 | Ted Hankey                              | 5 – 0                                   | Tony O'Shea                             |                                         |
| 2003 | Tony West                               | 5 – 1                                   | Johnny Petermans                        |                                         |
| 2004 | Willem Kralt                            | 2 – 1                                   | Dirk Hespeels                           |                                         |
| 2005 | Albertino Essers                        | 5 – 4                                   | Co Stompé                               |                                         |
| 2006 | Darryl Fitton                           | 5 – 2                                   | Ted Hankey                              |                                         |
| 2007 | Tony West                               | 5 – 2                                   | Ted Hankey                              |                                         |
| 2008 | Scott Waites                            | 4 – 2                                   | Johnny Petermans                        |                                         |
| 2009 | John Henderson                          | 2 – 0                                   | John Walton                             |                                         |
| 2010 | Dean Winstanley                         | 2 – 0                                   | Tony O'Shea                             |                                         |
| 2011 | Ross Montgomery                         | 3 – 0                                   | Ron Meulenkamp                          |                                         |
| 2012 | Robbie Green                            | 3 – 2                                   | Christian Kist                          |                                         |
| 2013 | Martin Adams                            | 3 – 2                                   | James Wilson                            |                                         |
| 2014 | Martin Phillips                         | 3 – 2                                   | Wesley Harms                            |                                         |
| 2015 | Jeffrey de Graaf                        | 3 – 2                                   | Dean Reynolds                           |                                         |
| 2016 | Ross Montgomery                         | 3 – 2                                   | Kyle McKinstry                          |                                         |
| 2017 | Derk Telnekes (81.62)                   | 3 – 0                                   | Kenny Neyens (79.57)                    |                                         |
| 2018 | Glen Durrant                            | 2 – 1                                   | Andy Baetens                            |                                         |
| 2019 | Nick Kenny                              | 7 – 4                                   | Tonny Veenhof                           |                                         |
| 2020 | niet gehouden vanwege de Coronapandemie | niet gehouden vanwege de Coronapandemie | niet gehouden vanwege de Coronapandemie | niet gehouden vanwege de Coronapandemie |
| 2021 | niet gehouden vanwege de Coronapandemie | niet gehouden vanwege de Coronapandemie | niet gehouden vanwege de Coronapandemie | niet gehouden vanwege de Coronapandemie |
| 2022 | Wesley Plaisier                         | 5 – 0                                   | Johan van Velzen                        |                                         |
| 2023 | François Schweyen                       | 5 – 2                                   | Andy Baetens                            |                                         |
| 2024 | Wesley Plaisier                         | 5 – 1                                   | James Vanbesien                         |                                         |

## Vrouwen individueel
| Jaar | Winnaar                                 | Uitslag                                 | Runner-up                               |                                         |
| ---- | --------------------------------------- | --------------------------------------- | --------------------------------------- | --------------------------------------- |
| 1983 | Lil Coombes                             |                                         | Christa Marreel                         |                                         |
| 1984 | Pat Connaughton                         |                                         | Hedwige Vandierendonck                  |                                         |
| 1985 | Lil Coombes                             |                                         | Jenny Van Cleven                        |                                         |
| 1986 | Sue Brazell                             |                                         | Rita Lagace                             |                                         |
| 1987 | Jane Kempster                           |                                         | Sharon Colclough                        |                                         |
| 1988 | Sharon Colclough                        |                                         | Heike Ernst                             |                                         |
| 1989 | Sharon Colclough                        |                                         | Deta Hedman                             |                                         |
| 1990 | Sharon Colclough                        |                                         | Deta Hedman                             |                                         |
| 1991 | Heike Ernst                             |                                         | Maria Vercnocke                         |                                         |
| 1992 | Kitty van der Vliet                     |                                         | Deta Hedman                             |                                         |
| 1993 | Francis Hoenselaar                      |                                         | Mandy Solomons                          |                                         |
| 1994 | Mandy Solomons                          |                                         | Valerie Maytum                          |                                         |
| 1995 | Francis Hoenselaar                      |                                         | Deta Hedman                             |                                         |
| 1996 | Deta Hedman                             |                                         | Sandra Greatbatch                       |                                         |
| 1997 | Francis Hoenselaar                      |                                         | Trina Gulliver                          |                                         |
| 1998 | Francis Hoenselaar                      |                                         | Sally Smith                             |                                         |
| 1999 | Trina Gulliver                          |                                         | Karen Smith                             |                                         |
| 2000 | Crissy Howat                            |                                         | Trina Gulliver                          |                                         |
| 2001 | Trina Gulliver                          | 4 – 0                                   | Mieke de Boer                           |                                         |
| 2002 | Francis Hoenselaar                      | 4 – 1                                   | Trina Gulliver                          |                                         |
| 2003 | Lisa Huber                              |                                         | Francis Hoenselaar                      |                                         |
| 2004 | Vicky Pruim                             |                                         | Miranda Bols                            |                                         |
| 2005 | Anastasia Dobromyslova                  |                                         | Sandra Pollet                           |                                         |
| 2006 | Irina Armstrong                         | 4 – 3                                   | Anastasia Dobromyslova                  |                                         |
| 2007 | Francis Hoenselaar                      |                                         | Karin Krappen                           |                                         |
| 2008 | Dee Bateman                             |                                         | Rilana Erades                           |                                         |
| 2009 | Deta Hedman                             | 5 – 0                                   | Karen Lawman                            |                                         |
| 2010 | Karen Lawman                            | 5 – 1                                   | Stefanie Lück                           |                                         |
| 2011 | Deta Hedman                             | 2 – 0                                   | Julie Gore                              |                                         |
| 2012 | Trina Gulliver                          | 2 – 1                                   | Deta Hedman                             |                                         |
| 2013 | Julie Gore                              | 2 – 0                                   | Deta Hedman                             |                                         |
| 2014 | Aileen de Graaf                         | 2 – 0                                   | Zoe Jones                               |                                         |
| 2015 | Deta Hedman                             | 2 – 0                                   | Fallon Sherrock                         |                                         |
| 2016 | Aileen de Graaf                         | 2 – 1                                   | Lorraine Winstanley                     |                                         |
| 2017 | Aileen de Graaf (72.00)                 | 2 – 0                                   | Patricia De Peuter (69.00)              |                                         |
| 2018 | Lisa Ashton                             | 2 – 1                                   | Fallon Sherrock                         |                                         |
| 2019 | Aileen de Graaf                         | 6 – 2                                   | Laura Turner                            |                                         |
| 2020 | niet gehouden vanwege de coronapandemie | niet gehouden vanwege de coronapandemie | niet gehouden vanwege de coronapandemie | niet gehouden vanwege de coronapandemie |
| 2021 | niet gehouden vanwege de coronapandemie | niet gehouden vanwege de coronapandemie | niet gehouden vanwege de coronapandemie | niet gehouden vanwege de coronapandemie |
| 2022 | Laura Turner                            | 5 – 3                                   | Lorraine Winstanley                     |                                         |
| 2023 | Noa-Lynn van Leuven                     | 5 – 3                                   | Rhian O'Sullivan                        |                                         |
| 2024 | Aileen de Graaf                         | 5 – 2                                   | Paula Jacklin                           |                                         |